# Eugene Allen
Eugene Charles Allen (Scottsville, 14 luglio 1919 – Takoma Park, 31 marzo 2010)  è stato un maggiordomo statunitense.
La sua vita è stata raccontata in due articoli del The Washington Post, da cui è stato tratto il film The Butler - Un maggiordomo alla Casa Bianca.

## Biografia
Nipote di schiavi della Virginia, Allen crebbe nella Shirland Farm, una piantagione di mezzadri vicino a Scottsville, per poi lavorare in club e strutture ricettive riservate ai ricchi bianchi, come il lussuoso "Homestead resort" di Hot Springs, Virginia, e in un club di Washington.
Nel 1942 conobbe sua moglie Helene, a una festa, e con lei si sposò l'anno successivo, il 4 novembre 1943; insieme ebbero un figlio, Charles, investigatore al Dipartimento di Stato.
Rispondendo ad un'offerta di lavoro, fu assunto alla Casa Bianca nel 1952 come pantry man, in pratica lavapiatti, e in seguito fu assegnato alla direzione della dispensa; successivamente divenne butler, valletto, e maggiordomo personale del Presidente.
Interagendo quotidianamente con i Presidenti che serviva, ne ebbe stima e confidenza personale. Fu profondamente colpito dall'assassinio di John Kennedy, ucciso nel 1963 a Dallas, e dato il rapporto instauratosi fu invitato come ospite al suo funerale da parte della famiglia presidenziale, ma preferì declinare l'offerta perché doveva farsi trovare pronto a ricevere i Kennedy al loro ritorno alla Casa Bianca. Accettò comunque la cravatta preferita di Kennedy offertagli per ricordo dalla vedova Jacqueline.
Condivideva il compleanno con Gerald Ford.
Divenne Maître d'hôtel, massimo grado della gerarchia di servizio, nel 1981, durante la presidenza di Ronald Reagan.
Nella sua lunghissima carriera ebbe l'occasione di servire non solo i capi di stato di tutto il mondo ospitati alla Casa Bianca nelle visite ufficiali, ma anche personaggi dello spettacolo come Duke Ellington, Elvis Presley, Sammy Davis Jr; fu visitato tra gli altri da Martin Luther King, che durante una cena alla Casa Bianca aveva richiesto espressamente di fare un giro nelle cucine per incontrare i camerieri, i cuochi e le persone di servizio.
Ebbe l'opportunità di volare sull'Air Force One con Richard Nixon e di trascorrere un periodo alla residenza estiva di Camp David con Jimmy Carter.
In occasione di una cena di stato in onore del cancelliere della Germania Ovest Helmut Kohl, Allen fu invitato dalla first lady Nancy Reagan, moglie di Ronald, come ospite insieme alla propria consorte Helene accanto alla coppia presidenziale.
Si ritirò in pensione nel 1986, dopo aver servito sette presidenti. Da allora trascorse un'esistenza molto discreta e tranquilla, rigorosamente lontana dalla stampa o da qualsivoglia forma di pubblicità, rifiutando ogni volta di pubblicare libri, di concedere interviste o di partecipare a importanti trasmissioni televisive.
Nel 2008 Allen e la moglie volevano votare per Barack Obama alle elezioni presidenziali del 2008, per sostenere il pacifico e nonviolento progresso afroamericano, ma Helene morì il 3 novembre, il giorno prima della votazione, ponendo fine a 65 anni di vita insieme al marito. Tre giorni dopo, il 7 novembre, apparve sul Washington Post l'articolo che lo rese famoso e che riportava l'intervista che Wil Haygood aveva fatto ai coniugi Allen poco tempo prima.
Fu inserito tra gli ospiti di onore alla cerimonia di giuramento e insediamento di Obama: dopo aver trascorso trentaquattro anni come maggiordomo ed aver servito otto presidenti, poté finalmente entrare con onore alla Casa Bianca scortato da un picchetto di Marines.
Il 31 marzo 2010, ormai novantenne e vedovo dal 2008, morì per un'insufficienza renale al Washington Adventist Hospital di Takoma Park, nel Maryland.

## Nella cultura di massa
All'indomani della sua morte, la casa di produzione cinematografica Columbia Pictures Industries acquisì i diritti in vista della produzione di un film biografico ispirato alla sua vita, The Butler - Un maggiordomo alla Casa Bianca, girato nel 2012 e distribuito nel 2013.